# Stefano Sindona
Stefano Sindona (San Filippo del Mela, 20 giugno 1961) è un militare italiano, Maresciallo Aiutante s.UPS insignito di Medaglia d'Oro al Valor Civile, conferita dal Presidente della Repubblica Carlo Azeglio Ciampi in occasione del 191º anniversario di fondazione dell'Arma dei Carabinieri.